# Le Carbet
Le Carbet là một xã thuộc tỉnh Martinique nước Pháp. Xã này nằm ở khu vực có độ cao từ 0-570 mét trên mực nước biển. Dân số theo điều tra năm 2007 của INSEE là 3768 người.